# Zlatý vrch
Zlatý vrch är en kulle i Tjeckien.   Den ligger i regionen Ústí nad Labem, i den norra delen av landet, 80 km norr om huvudstaden Prag. Toppen på Zlatý vrch är 657 meter över havet, eller 79 meter över den omgivande terrängen. Bredden vid basen är 0,48 km.
Terrängen runt Zlatý vrch är huvudsakligen lite kuperad.Runt Zlatý vrch är det tätbefolkat, med 459 invånare per kvadratkilometer. Närmaste större samhälle är Děčín, 18,1 km väster om Zlatý vrch. I omgivningarna runt Zlatý vrch växer i huvudsak blandskog.